# Einheit von Wirtschafts- und Sozialpolitik

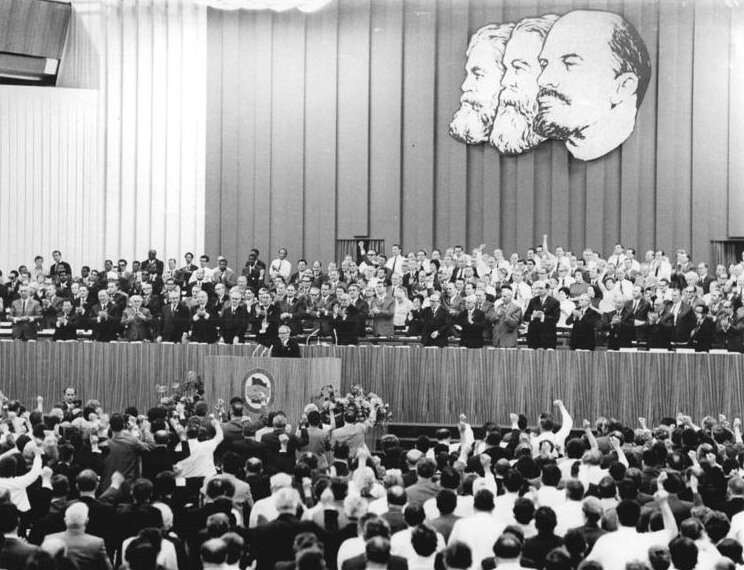
VIII. Parteitag der SED 1971

Als Einheit von Wirtschafts- und Sozialpolitik wurde das Konzept der Wirtschaftspolitik der DDR  bezeichnet, welches der VIII. Parteitag der SED im Juni 1971 mit dem Ziel beschloss, die Menschen in der DDR für den sozialistischen Staat zu gewinnen. Mit dem Beschluss wurde das „Neue Ökonomische System der Planung und Leitung“ abgelöst. Durch die Neuausrichtung der Wirtschaftspolitik sollte der Lebensstandard erhöht werden und darauf aufbauend die Produktivität steigen. „Der VIII. Parteitag setzte einen Kurs ins Werk, an dessen Ende das Ende stand. Der Parteitag war der Anfang dieses Endes, die – in den Worten von André Müller sen. – Wende vor der Wende.“

## Sozialismus unter Honecker
Mit seinem Amtsantritt als Generalsekretär der SED leitete Erich Honecker 1971 eine Neuorientierung der Wirtschaftspolitik ein. Unter Walter Ulbricht hatten der Aufbau und die Weiterentwicklung der ökonomischen Basis auch unter Berücksichtigung systemtheoretischer und technologischer Innovationen und wirtschaftlicher Erfordernisse im Vordergrund der Wirtschaftspolitik gestanden. Die neue Strategie der Einheit von Wirtschafts- und Sozialpolitik sollte auf einem stabilen Wirtschaftswachstum beruhen mit dem primären Ziel, damit steigende Löhne und Prämien sowie einen kontinuierlich wachsenden Lebensstandard zu garantierten. Der Primat der Politik gegenüber der Ökonomie und deren Erfordernisse wurde zum ideologischen Grundsatz erhoben und die Verstaatlichung und Zentralisierung der Wirtschaft vorangetrieben. Neuere ökonomische und systemtheoretische Erkenntnisse in den Bereichen Heuristik, Ökonomische Kybernetik, Operationsforschung und Organisationsentwicklung wurden aus ideologischen Gründen abgelehnt und verworfen, auch wenn damit erhebliche Nachteile in der wirtschaftlichen Entwicklung verbunden waren. Das Hauptaugenmerk der DDR-Wirtschaftspolitik galt nicht mehr der Konkurrenzfähigkeit mit der Wirtschaft Westdeutschlands oder dem Aufbau bestimmter Industriezweige, wie beim Chemieprogramm. Als Hauptaufgabe der Einheit von Wirtschafts- und Sozialpolitik wurde nunmehr die „Erhöhung des materiellen und kulturellen Lebensniveaus“ definiert, die sich in einer Steigerung des Lebensstandards ausdrücken sollte.

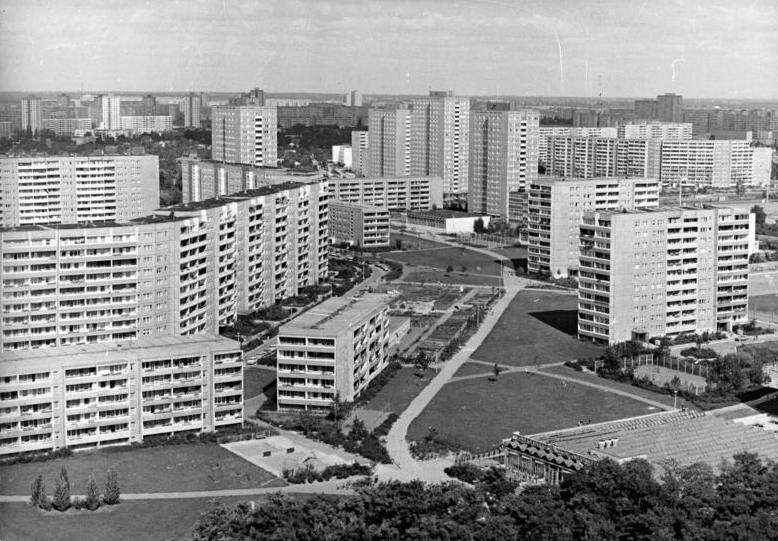
Plattenbauten in Berlin-Marzahn (1987)

Ganz besonders wurde dazu in den 1970er Jahren das Wohnungsbauprogramm forciert, denn in der DDR herrschte auch Jahre nach dem Ende des Zweiten Weltkriegs noch ein eklatanter Wohnungsmangel. Ab 1973 wuchs die Zahl der neu gebauten oder renovierten Wohnungen stark an. Bei den Neubauten wurde nahezu vollständig auf die stark arbeitsteilige und rationalisierte Plattenbauweise zurückgegriffen, die den Aufbau einer besonders großen Zahl standardisierter Wohnungen in kürzester Zeit versprach.
Bis 1980 wurden 700.000 bis 800.000 Wohnungen errichtet oder modernisiert und bis 1990 nach offiziellen Angaben insgesamt 3 Millionen Wohnungen in Plattenbauweise hergestellt. Später stellte sich jedoch heraus, dass die DDR-Regierung diese Zahlen stark geschönt hatte und tatsächlich nur 1,92 Millionen Plattenbau-Wohneinheiten errichtet worden waren. Der damit verbundene Verfall und Abriss von Altbauten, deren Sanierung für die DDR zu teuer war, führte zu einer Verödung der Innenstädte. Auch in der damaligen BRD war die kostenintensive Sanierung von Altbauten nach dem Krieg zunächst aufgeschoben worden, setzte später jedoch stärker und umfassender ein als in der DDR, wo bis zur Wende nur selten ganze Altbau-Kieze saniert wurden (beispielsweise im Jahr 1987 das Areal Kollwitzplatz in Berlin-Prenzlauer Berg). 
Zum IX. Parteitag der SED im Mai 1976 wurde zudem die 40-Stunden-Woche für alle Mütter mit zwei Kindern unter 16 Jahren eingeführt, der bezahlte Schwangerschaftsurlaub von 18 auf 20 Wochen verlängert, die Gewährung von zinslosen Krediten an junge Ehepaare und eine Erhöhung der Renten beschlossen.

## Wirtschaftliche Folgen
Die Nettogeldeinnahmen der Bevölkerung stiegen von 1970 bis 1987 um 97 %, das durchschnittliche monatliche Arbeitseinkommen im gleichen Zeitraum von 755 Mark auf 1.233 Mark. Der Anteil der Konsumtion am Nationaleinkommen stieg von 1970 bis 1987 von 71,0 % auf 78,5 %. Dementsprechend ging der Anteil der Nettoinvestitionen am im Inland verwendeten Nationaleinkommen im gleichen Zeitraum von 24,6 % auf 18,8 % zurück. Dies führte zur Verschlechterung des Zustandes der Infrastruktur und zum Zurückbleiben gegenüber dem internationalen Niveau (Investitionsstau).
Durch die Erhöhung des Lebensstandards erhoffte man sich eine nach und nach erhöhte Leistungsbereitschaft der Beschäftigten. Diese Hoffnungen wurden jedoch nur teilweise erfüllt. Die steigenden Sozialleistungen, der Wohnungsbau, die gleichbleibend niedrigen Verbraucherpreise und das bessere Angebot an Konsumgütern wurde neben der Absenkung der Investitionen über Kredite finanziert, die die DDR auch in der Bundesrepublik aufnahm. Zwischen 1970 und 1989 stieg die Verschuldung der DDR im westlichen Ausland um das zwanzigfache an.
Mit der Ölkrise verschärften sich die wirtschaftlichen Probleme der DDR, da die steigenden Rohölpreise auf dem Weltmarkt Mitte der 70er Jahre auch die DDR erreichten und sich negativ auf die Außenhandelsbilanz niederschlugen.
Das Kalkül, mit erhöhten Sozialleistungen und einem verbesserten Konsumangebot politische Bindung, gesteigerte Arbeitsmoral und letztlich eine höhere Produktivität zu erreichen, scheiterte. Die wachsende Kluft zwischen der ständig propagierten Überlegenheit des sozialistischen Wirtschaftssystems und den konkreten Erfahrungen im Betriebsalltag erzeugten eine Resignation und einen Zynismus, die nicht nur für die Arbeitsmotivation, sondern auch für die Loyalität der Bevölkerung gegenüber der DDR abträglich waren. Besonders deutlich wurden die Auswirkungen der gescheiterten Politik im Automobilsektor der DDR, wo sich infolge von Warenmangel durch Investitionsstau bei gleichzeitig wachsender Kaufkraft, Wartezeiten von mehr als 15 Jahren auf Neuwagen aufbauten. 

### Zunahme der Auslandsverschuldung der DDR
In der Politbürovorlage „Analyse der ökonomischen Lage der DDR mit Schlußfolgerungen“ (Schürer-Bericht) für die Politbürositzung vom 30. Oktober 1989, die vom Generalsekretär des ZK der SED, Egon Krenz an den Vorsitzenden der staatlichen Plankommission beim Ministerrat der DDR, Gerhard Schürer, in Auftrag gegeben worden war, wurde aus der hohen Staatsverschuldung gegenüber den westlichen Ländern (Nichtsozialistisches Wirtschaftsgebiet) die unmittelbar bevorstehende Zahlungsunfähigkeit der DDR gefolgert. 
Die Aussagen zur Devisenverschuldung (Auslandsverschuldung) und zur Zahlungsfähigkeit der DDR wurden in späteren Veröffentlichungen relativiert. Entsprechend den damaligen SED-Beschlüssen sind diverse Guthaben, vor allem die des weitverzweigten Bereiches Kommerzielle Koordinierung (KoKo) als „Devisenausländer“, nicht mit in die Bilanz der Politbürovorlage eingeflossen, wie Schürer in späteren Veröffentlichungen ausführte.